# Bulgarien beim Eurovision Song Contest
Teilnehmende Rundfunkanstalt

Erste Teilnahme
2005
Bisher letzte Teilnahme
2022
Anzahl der Teilnahmen
14 (Stand 2022)
Höchste Platzierung
2 (2017)
Höchste Punktzahl
615 (2017)
Niedrigste Punktzahl
7 (2009 SF)
Punkteschnitt (seit erstem Beitrag)
132,31 (Stand 2022)
Punkteschnitt pro abstimmendem Land im 12-Punkte-System
2,10 (Stand 2022)
Dieser Artikel befasst sich mit der Geschichte Bulgariens als Teilnehmer am Eurovision Song Contest.

## Regelmäßigkeit der Teilnahme und Erfolge im Wettbewerb

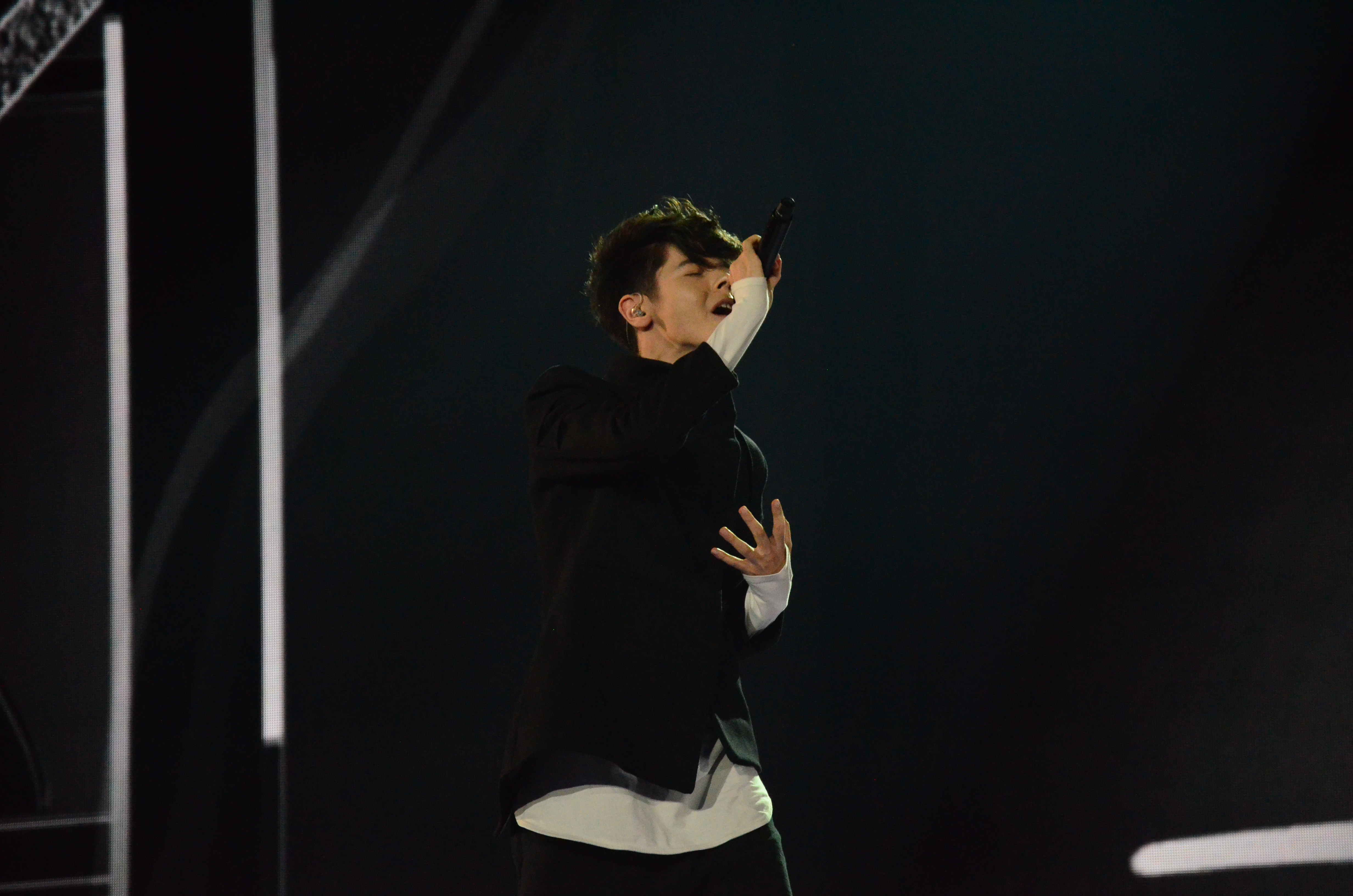
Kristian Kostow holte Bulgariens bisher bestes Ergebnis im Wettbewerb

Bulgarien nahm erstmals 2005 am Eurovision Song Contest teil. Das Debüt war dabei allerdings wenig erfolgreich. Kaffe erreichte im Halbfinale nur Platz 19 von 25 und konnte sich somit nicht für das Finale qualifizieren. Ein Jahr später konnte sich Mariana Popowa ebenfalls nicht für das Finale qualifizieren. Sie erreichte mit Platz 17 von 23 ein ähnliches Ergebnis wie Kaffe 2005. 2007 konnte sich Bulgarien dann erstmals für ein Finale qualifizieren und war dort ziemlich erfolgreich. Eliza Todorowa & Stojan Jankulow holten im Finale Platz 5 für Bulgarien und mit 157 Punkten gleich die bisherige Höchstpunktzahl für das Land. Trotz dieses Erfolgs waren die folgenden Jahre wenig erfolgreich für Bulgarien.
2008 konnten sich Deep Zone Project & DJ Balthazar wieder nicht für das Finale qualifizieren. 2009 holte Bulgarien dann sein bisher schlechtestes Ergebnis im Wettbewerb. Krassimir Awramow holte nur den drittletzten Platz im Halbfinale und mit sieben Punkten ebenfalls Bulgariens niedrigste Punktzahl im Wettbewerb. 2010 erreichte Miro dann ebenfalls den drittletzten Platz im Halbfinale und konnte sich somit auch nicht für das Finale qualifizieren. Auch 2011, 2012 und 2013 konnte sich Bulgarien nicht für das Finale qualifizieren. Während das Land 2011 und 2013 jeweils Platz 12 im Halbfinale holte, holte Sofi Marinowa 2012 Platz 11 und mit 45 Punkten die gleiche Punktzahl wie Norwegen im Halbfinale. Aufgrund der Regeln der EBU qualifizierte sich Norwegen aber für das Finale, da Bulgarien weniger häufig acht Punkte bekam als Norwegen. Aufgrund finanzieller Probleme entschied sich der Sender BNT auf eine Teilnahme 2014 zu verzichten. Auch 2015 setzte Bulgarien aus, da die für die Teilnahme benötigten Mittel von staatlicher Seite nicht bewilligt wurden.
2016 kehrte das Land dann zum ESC zurück, nach dem das Land beim Junior Eurovision Song Contest 2014 Platz 2 erreichte und den Wettbewerb 2015 sogar ausrichtete. Die Rückkehr war sehr erfolgreich. Poli Genowa konnte sich für das Finale qualifizieren und holte damit Bulgarien zum ersten Mal seit neun Jahren ins Finale zurück. Im Finale holte sie dann mit Platz 4 Bulgariens bisheriges bestes Ergebnis. Mit 307 stellte sie sogar einen neuen Punkterekord für das Land auf. Nach diesem Erfolg wurde 2017 sogar noch erfolgreicher. Kristian Kostow konnte sich ebenfalls für das Finale qualifizieren und holte mit Platz 2 sogar eine noch bessere Platzierung als Poli Genowa 2016. Mit 615 Punkten holte er ebenfalls noch mehr Punkte als Poli Genowa schon ein Jahr zuvor. Auch 2018 konnte sich Bulgarien wieder für das Finale qualifizieren. Hier wurde mit Platz 14 allerdings nur ein durchschnittlicher Platz erreicht. Ebenfalls war 2018 das erste Mal, dass Bulgarien sich für ein Finale qualifizierte und dabei keinen Platz unter den besten Fünf holte. Trotz der erfolgreichen Jahre seit 2016, musste das Land für 2019 seine Teilnahme aufgrund von finanziellen Gründen absagen. 2020 kehrte Bulgarien dann zum Wettbewerb zurück, allerdings wurde dieser dann wegen der COVID-19-Pandemie abgesagt. Auch für 2021 startete die Vertreterin aus dem Vorjahr Victoria und qualifizierte sich für das Finale. Im Finale belegte sie einen 11. Platz, im Halbfinale sogar einen dritten Platz. Nach den erfolgreichen Jahren von 2016 bis 2021 konnte sich die Band Intelligent Music Project 2022 nicht für das Finale qualifizieren und wurden sogar Vorletzter im Halbfinale. 2023 zog sich Bulgarien dann von Wettbewerb zurück und kündigte an, dass man auch in Zukunft nicht vorhabe, zurückzukehren.
Demnach landeten nur 4 der 14 Beiträge in der linken Tabellenhälfte. Bulgarien hat zudem nur 5 Finalteilnahmen vorzuweisen, was bedeutet, dass alle Beiträge, die sich für das Finale qualifizierten (mit Ausnahme auf 2018) immer in der linken Tabellenhälfte landeten. Das Land verpasste insgesamt achtmal das Finale, davon 6 mal in Folge. Im Gegensatz dazu landete Bulgarien aber bisher noch nie auf dem letzten Platz. 2017 wurde es sogar Zweiter. Somit gehört Bulgarien, trotz des Erfolges von 2016 bis 2021, eher zu den weniger erfolgreichen Ländern im Wettbewerb.

## Liste der Beiträge
Farblegende:
– 1. Platz. 
– 2. Platz. 
– 3. Platz. 
– Punktgleichheit mit dem letzten Platz.
– ausgeschieden im Halbfinale/in der Qualifikation/im osteuropäischen Vorentscheid.
– keine Teilnahme/nicht qualifiziert.
– Absage des Eurovision Song Contests.
| Jahr        | Interpret                                                             | Titel Musik (M) und Text (T) | Sprache                         | Übersetzung                       | Finale                                           | Finale                                           | Halbfinale/ Qualifikation                        | Halbfinale/ Qualifikation                        | Nationaler Vorentscheid                        |
| Jahr        | Interpret                                                             | Titel Musik (M) und Text (T) | Sprache                         | Übersetzung                       | Platz                                            | Punkte                                           | Platz                                            | Punkte                                           | Nationaler Vorentscheid                        |
| ----------- | --------------------------------------------------------------------- | --- | ------------------------------- | --------------------------------- | ------------------------------------------------ | ------------------------------------------------ | ------------------------------------------------ | ------------------------------------------------ | ---------------------------------------------- |
| 2005        | Kaffe Каффе                                                           | Lorraine M: Wesselin Iwanow; T: Wesselin Iwanow, Orlin Pawlow | Englisch                        | –                                 | Ausgeschieden                                    | Ausgeschieden                                    | 19 / 25                                          | 49                                               | Nationaler Vorentscheid                        |
| 2006        | Mariana Popowa Мариана Попова                                         | Let Me Cry M: Dani Milew; T: Elina Gawrilowa | Englisch                        | Lass mich weinen                  | Ausgeschieden                                    | Ausgeschieden                                    | 17 / 23                                          | 36                                               | Nationaler Vorentscheid                        |
| 2007        | Eliza Todorowa & Stojan Jankulow Елица Тодорова & Стоян Янкулов       | Water M: Eliza Todorowa, Stojan Jankulow; T: Eliza Todorowa | Bulgarisch mit englischem Titel | Wasser                            | 5 / 24                                           | 157                                              | 6 / 28                                           | 146                                              | Pesen Na Evrovizija 2007                       |
| 2008        | Deep Zone Project & DJ Balthazar Дийп Зоун Проджект & Диджей Балтазар | DJ, Take Me Away M/T: Dian Sawow | Englisch                        | DJ, nimm mich weg                 | Ausgeschieden                                    | Ausgeschieden                                    | 12 / 19                                          | 56                                               | EuroBGVision 2008                              |
| 2009        | Krassimir Awramow Красимир Аврамов                                    | Illusion M: Krassimir Awramow, William Tabanou; T: Krassimir Awramow, William Tabanou, Casie Tabanou                                                             | Englisch                        | Schein                            | Ausgeschieden                                    | Ausgeschieden                                    | 16 / 18                                          | 7                                                | Be A Star & Bulgarian Song for Eurovision 2009 |
| 2010        | Miro Миро                                                             | Angel si ti (You Are an Angel) Ангел си ти M/T: Miroslaw Kostadinow                                                                                              | Bulgarisch, Englisch            | Du bist ein Engel                 | Ausgeschieden                                    | Ausgeschieden                                    | 15 / 17                                          | 19                                               | Evrovizija 2010                                |
| 2011        | Poli Genowa Поли Генова                                               | Na inat На инат M/T: Poli Genowa, Sebastian Arman, Borislaw Milanow, David Bronner                                                                               | Bulgarisch                      | Zum Trotz                         | Ausgeschieden                                    | Ausgeschieden                                    | 12 / 19                                          | 48                                               | Nationaler Vorentscheid                        |
| 2012        | Sofi Marinowa Софи Маринова                                           | Love Unlimited M: Krum Georgiev, Yasen Kozev; T: Doni Vasilev | Bulgarisch a                    | Grenzenlose Liebe                 | Ausgeschieden                                    | Ausgeschieden                                    | 11 / 18                                          | 45                                               | Bylgarskata pesen za Evroviziya 2012           |
| 2013        | Eliza Todorowa & Stojan Jankulow Елица Тодорова & Стоян Янкулов       | Samo shampioni Само шампиони M/T: Eliza Todorowa, Kristian Talew                                                                                                 | Bulgarisch                      | Nur Sieger                        | Ausgeschieden                                    | Ausgeschieden                                    | 12 / 17                                          | 45                                               | Nationaler Vorentscheid                        |
| 2014 – 2015 | Auf Teilnahme verzichtet                                              | Auf Teilnahme verzichtet | Auf Teilnahme verzichtet        | Auf Teilnahme verzichtet          | Auf Teilnahme verzichtet                         | Auf Teilnahme verzichtet                         | Auf Teilnahme verzichtet                         | Auf Teilnahme verzichtet                         | Auf Teilnahme verzichtet                       |
| 2016        | Poli Genowa Поли Генова                                               | If Love Was a Crime M: Borislaw Milanow, Sebastian Arman, Joachim Persson; T: Borislaw Milanow, Sebastian Arman, Joachim Persson, Poli Genowa                    | Englisch, Bulgarisch            | Wenn Liebe ein Verbrechen wäre    | 4 / 26                                           | 307                                              | 5 / 18                                           | 220                                              | interne Auswahl                                |
| 2017        | Kristian Kostow Кристиан Костов                                       | Beautiful Mess M/T: Borislaw Milanow, Sebastian Arman, Joacim Persson, Alexander V. Blay, Alex Omar, Kristian Kostow                                             | Englisch                        | Herrliches Durcheinander          | 2 / 26                                           | 615                                              | 1 / 18                                           | 403                                              | interne Auswahl                                |
| 2018        | Equinox                                                               | Bones M/T: Borislaw Milanow, Trey Campbell, Joacim Persson, Dag Lundberg                                                                                         | Englisch                        | Knochen                           | 14 / 26                                          | 166                                              | 7 / 19                                           | 177                                              | interne Auswahl                                |
| 2019        | Auf Teilnahme verzichtet                                              | Auf Teilnahme verzichtet | Auf Teilnahme verzichtet        | Auf Teilnahme verzichtet          | Auf Teilnahme verzichtet                         | Auf Teilnahme verzichtet                         | Auf Teilnahme verzichtet                         | Auf Teilnahme verzichtet                         | Auf Teilnahme verzichtet                       |
| 2020        | Victoria Виктория                                                     | Tears Getting Sober M: Victoria Georgiewa, Borislaw Milanow, Lukas Oscar Janisch, Cornelia Wiebols; T: Victoria Georgiewa, Borislaw Milanow, Lukas Oscar Janisch | Englisch                        | Tränen werden trocknen            | Absage wegen der COVID-19-Pandemie durch die EBU | Absage wegen der COVID-19-Pandemie durch die EBU | Absage wegen der COVID-19-Pandemie durch die EBU | Absage wegen der COVID-19-Pandemie durch die EBU | interne Auswahl                                |
| 2021        | Victoria Виктория                                                     | Growing Up Is Getting Old M/T: Wiktorija Georgiewa, Maya Nalani, Helena Larsson, Oliver Björkvall                                                                | Englisch                        | Erwachsen werden ist frustrierend | 11 / 26                                          | 170                                              | 3 / 17                                           | 250                                              | interne Auswahl                                |
| 2022        | Intelligent Music Project                                             | Intention M/T: Intelligent Music Project | Englisch                        | Absicht                           | Ausgeschieden                                    | Ausgeschieden                                    | 16 / 17                                          | 29                                               | interne Auswahl                                |
| seit 2023   | Auf Teilnahme verzichtet                                              | Auf Teilnahme verzichtet | Auf Teilnahme verzichtet        | Auf Teilnahme verzichtet          | Auf Teilnahme verzichtet                         | Auf Teilnahme verzichtet                         | Auf Teilnahme verzichtet                         | Auf Teilnahme verzichtet                         | Auf Teilnahme verzichtet                       |

## Nationale Vorentscheide
Bis 2013 wurden alle bulgarischen Beiträge in öffentlichen Vorentscheidungen gewählt, die unter verschiedenen Systemen stattfanden. Seit 2016 wurden alle Beiträge intern ausgewählt.

### 2005 bis 2007
2005 bis 2007 fand vor dem Finale ein Halbfinale statt. Dort entschied eine Expertenjury, das Finale wurde durch Telefonabstimmung entschieden. Dabei gab es 2005 Vorwürfe, dass Kaffe bereits im Vornherein als Sieger feststanden, weswegen das Duo Slawi Trifonow und Sofi Marinowa sich weigerte, in der Livesendung ihren Beitrag zu singen (dennoch erreichten sie den zweiten Platz).

### 2008 und 2009
2008 und 2009 (siehe Be A Star) wurden mehrere Viertelfinale zur bulgarischen Vorentscheidung hinzugefügt. Weiterhin entschied das Televoting den Sieger.

### 2011 und 2012
Auch 2011 fand nur eine Sendung statt, allerdings mit 19 Interpreten. 2012 fanden zwei Halbfinale vor dem eigentlichen Finale statt. 

### 2010 und 2013
2010 hingegen stellte der vorher nominierte Miro in einer Sendung fünf Lieder vor, ebenso Eliza Todorowa und Stojan Jankulow 2013 mit drei Titeln. 

### 2016 bis 2018, 2020 bis 2022
In den letzten Teilnahmen bis einschließlich 2022 wählte der bulgarische Rundfunk BNT alle Beiträge intern und ohne eine Vorentscheidung aus.

## Sprachen
Die Mehrheit der bulgarischen Beiträge wurde auf Englisch gesungen. Lediglich 2007, 2011 und 2013 wurden die Beiträge komplett auf Bulgarisch gesungen, wobei das Lied 2007 einen englischen Titel hatte, der im Lied selber aber nicht vorkam. Sofi Marinowas Lied 2012 Love Unlimited wurde größtenteils auf Bulgarisch vorgetragen, enthielt allerdings Textzeilen in Türkisch, Griechisch, Arabisch, Spanisch, Serbokroatisch, Französisch, Romani, Englisch, Aserbaidschanisch und Italienisch. Bulgarisch-Englische Mischversionen gab es lediglich 2010 und 2016. Angel si ti (You Are an Angel) 2010 enthielt schließlich neben bulgarischen auch englische Zeilen. Der Beitrag von 2016 wurde dagegen auf Englisch gesungen und enthielt lediglich einen mehrfach wiederholten bulgarischen Satz im Refrain.
Von Miros Beitrag 2010 existieren auch eine rein englische und bulgarische Fassung. Mariana Popowa nahm jedoch auch eine bulgarische Version von Let Me Cry (2006) auf.

## Kommentatoren und Punktesprecher
| Jahr      | Kommentator                       | Punktesprecher           |
| --------- | --------------------------------- | ------------------------ |
| 2005      | Elena Rosberg & Georgi Kushvaliev | Evgenia Atanasova        |
| 2006      | Elena Rosberg & Georgi Kushvaliev | Dragomir Simeonov        |
| 2007      | Elena Rosberg & Georgi Kushvaliev | Mira Dobreva             |
| 2008      | Elena Rosberg & Georgi Kushvaliev | Valentina Voykova        |
| 2009      | Elena Rosberg & Georgi Kushvaliev | Yoanna Dragneva          |
| 2010      | Elena Rosberg & Georgi Kushvaliev | Desislava Dobreva        |
| 2011      | Elena Rosberg & Georgi Kushvaliev | Maria Ilieva             |
| 2012      | Elena Rosberg & Georgi Kushvaliev | Anna Angelova            |
| 2013      | Elena Rosberg & Georgi Kushvaliev | Yoanna Dragneva          |
| 2014      | Keine Übertragung                 | Auf Teilnahme verzichtet |
| 2015 b    | Elena Rosberg & Georgi Kushvaliev | Auf Teilnahme verzichtet |
| 2016      | Elena Rosberg & Georgi Kushvaliev | Anna Angelova            |
| 2017      | Elena Rosberg & Georgi Kushvaliev | Boryana Gramatikova      |
| 2018      | Elena Rosberg & Georgi Kushvaliev | Yoanna Dragneva          |
| 2021      | Elena Rosberg & Petko Kralev      | Yoanna Dragneva          |
| 2022      | Elena Rosberg & Petko Kralev      | Janan Dural              |
| seit 2023 | Auf Teilnahme verzichtet          | Auf Teilnahme verzichtet |

## Punktevergabe
Folgende Länder erhielten die meisten Punkte von oder vergaben die meisten Punkte an Bulgarien (Stand: 2022):
| Die meisten im Finale vergebenen Punkte | Die meisten im Finale vergebenen Punkte | Die meisten im Finale vergebenen Punkte |
| Platz                                   | Land                                    | Punkte                                  |
| --------------------------------------- | --------------------------------------- | --------------------------------------- |
| 1                                       | Griechenland                            | 120                                     |
| 2                                       | Armenien                                | 74                                      |
| 3                                       | Ukraine                                 | 68                                      |
| 4                                       | Russland                                | 61                                      |
| 5                                       | Aserbaidschan                           | 58                                      |

| Die meisten im Finale erhaltenen Punkte | Die meisten im Finale erhaltenen Punkte | Die meisten im Finale erhaltenen Punkte |
| Platz                                   | Land                                    | Punkte                                  |
| --------------------------------------- | --------------------------------------- | --------------------------------------- |
| 1                                       | Vereinigtes Königreich                  | 64                                      |
| 2                                       | Zypern                                  | 63                                      |
| 3                                       | Nordmazedonien                          | 59                                      |
| 4                                       | Spanien                                 | 55                                      |
| 5                                       | Malta                                   | 52                                      |

| Die meisten insgesamt vergebenen Punkte | Die meisten insgesamt vergebenen Punkte | Die meisten insgesamt vergebenen Punkte |
| Platz                                   | Land                                    | Punkte                                  |
| --------------------------------------- | --------------------------------------- | --------------------------------------- |
| 1                                       | Griechenland                            | 175                                     |
| 2                                       | Armenien                                | 138                                     |
| 3                                       | Ukraine                                 | 125                                     |
| 4                                       | Nordmazedonien                          | 109                                     |
| 5                                       | Türkei                                  | 096                                     |

| Die meisten insgesamt erhaltenen Punkte | Die meisten insgesamt erhaltenen Punkte | Die meisten insgesamt erhaltenen Punkte |
| Platz                                   | Land                                    | Punkte                                  |
| --------------------------------------- | --------------------------------------- | --------------------------------------- |
| 1                                       | Nordmazedonien                          | 160                                     |
| 2                                       | Zypern                                  | 132                                     |
| 3                                       | Vereinigtes Königreich                  | 129                                     |
| 4                                       | Albanien                                | 116                                     |
| 5                                       | Spanien                                 | 108                                     |

### Vergaben der Höchstwertung
Seit 2005 vergab Bulgarien die Höchstpunktzahl an 13 verschiedene Länder, davon fünfmal an Griechenland. Im Halbfinale dagegen vergab Bulgarien die Höchstpunktzahl an 15 verschiedene Länder, davon je dreimal an die Ukraine.
| Höchstwertung (Finale) | Höchstwertung (Finale)   | Höchstwertung (Finale)   |
| Jahr                   | Land                     | Platz (Finale)           |
| ---------------------- | ------------------------ | ------------------------ |
| 2005                   | Griechenland             | 1                        |
| 2006                   | Griechenland             | 9                        |
| 2007                   | Griechenland             | 7                        |
| 2008                   | Deutschland              | 23                       |
| 2009                   | Griechenland             | 7                        |
| 2010                   | Aserbaidschan            | 5                        |
| 2011                   | Vereinigtes Königreich   | 11                       |
| 2012                   | Serbien                  | 3                        |
| 2013                   | Aserbaidschan            | 2                        |
| 2014 2015              | Auf Teilnahme verzichtet | Auf Teilnahme verzichtet |
| 2016                   | Armenien (J)             | 7                        |
| 2016                   | Russland (T)             | 3                        |
| 2017                   | Österreich (J)           | 16                       |
| 2017                   | Frankreich (T)           | 12                       |
| 2018                   | Österreich (J)           | 3                        |
| 2018                   | Zypern (T)               | 2                        |
| 2019                   | Auf Teilnahme verzichtet | Auf Teilnahme verzichtet |
| 2020                   | Wettbewerb abgesagt      | Wettbewerb abgesagt      |
| 2021                   | Moldau (J)               | 13                       |
| 2021                   | Italien (T)              | 1                        |
| 2022                   | Griechenland (J)         | 8                        |
| 2022                   | Ukraine (T)              | 1                        |
| seit 2023              | Auf Teilnahme verzichtet | Auf Teilnahme verzichtet |

| Höchstwertung (Halbfinale) | Höchstwertung (Halbfinale) | Höchstwertung (Halbfinale) |
| Jahr                       | Land                       | Platz (Halbfinale)         |
| -------------------------- | -------------------------- | -------------------------- |
| 2005                       | Belarus                    | 13                         |
| 2006                       | Russland                   | 3                          |
| 2007                       | Nordmazedonien             | 9                          |
| 2008                       | Ukraine                    | 1                          |
| 2009                       | Türkei                     | 2                          |
| 2010                       | Türkei                     | 1                          |
| 2011                       | Dänemark                   | 2                          |
| 2012                       | Serbien                    | 2                          |
| 2013                       | Aserbaidschan              | 1                          |
| 2014 2015                  | Auf Teilnahme verzichtet   | Auf Teilnahme verzichtet   |
| 2016                       | Australien (J)             | 1                          |
| 2016                       | Ukraine (T)                | 2                          |
| 2017                       | Österreich (J)             | 7                          |
| 2017                       | Nordmazedonien (T)         | 15                         |
| 2018                       | Belgien (J)                | 12                         |
| 2018                       | Zypern (T)                 | 2                          |
| 2019                       | Auf Teilnahme verzichtet   | Auf Teilnahme verzichtet   |
| 2020                       | Wettbewerb abgesagt        | Wettbewerb abgesagt        |
| 2021                       | Moldau (J)                 | 7                          |
| 2021                       | Finnland (T)               | 5                          |
| 2022                       | Schweiz (J)                | 9                          |
| 2022                       | Ukraine (T)                | 1                          |
| seit 2023                  | Auf Teilnahme verzichtet   | Auf Teilnahme verzichtet   |

## Impressionen

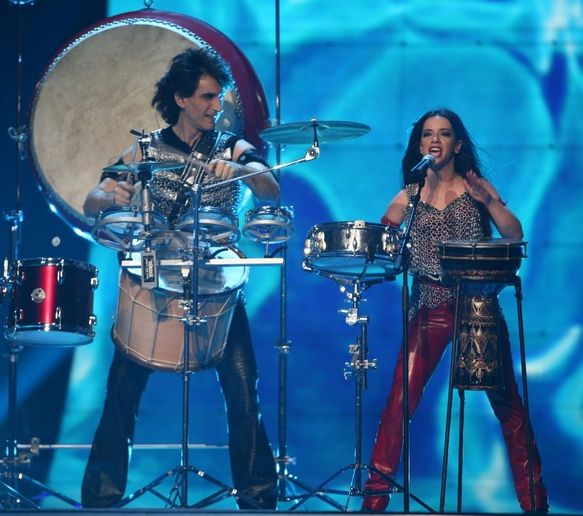
Eliza Todorowa & Stojan Jankulow 2007
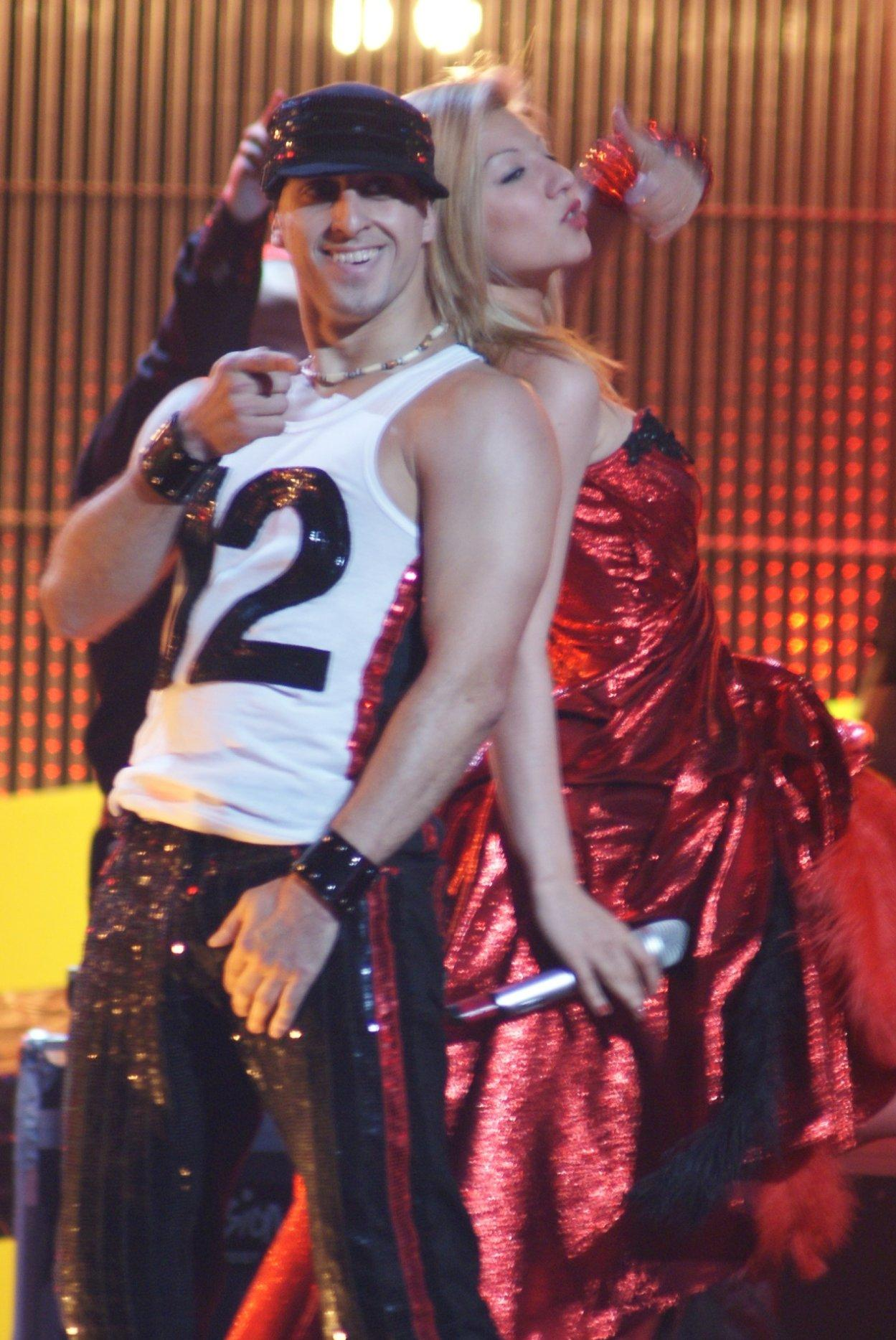
Deep Zone Project & DJ Balthazar 2008
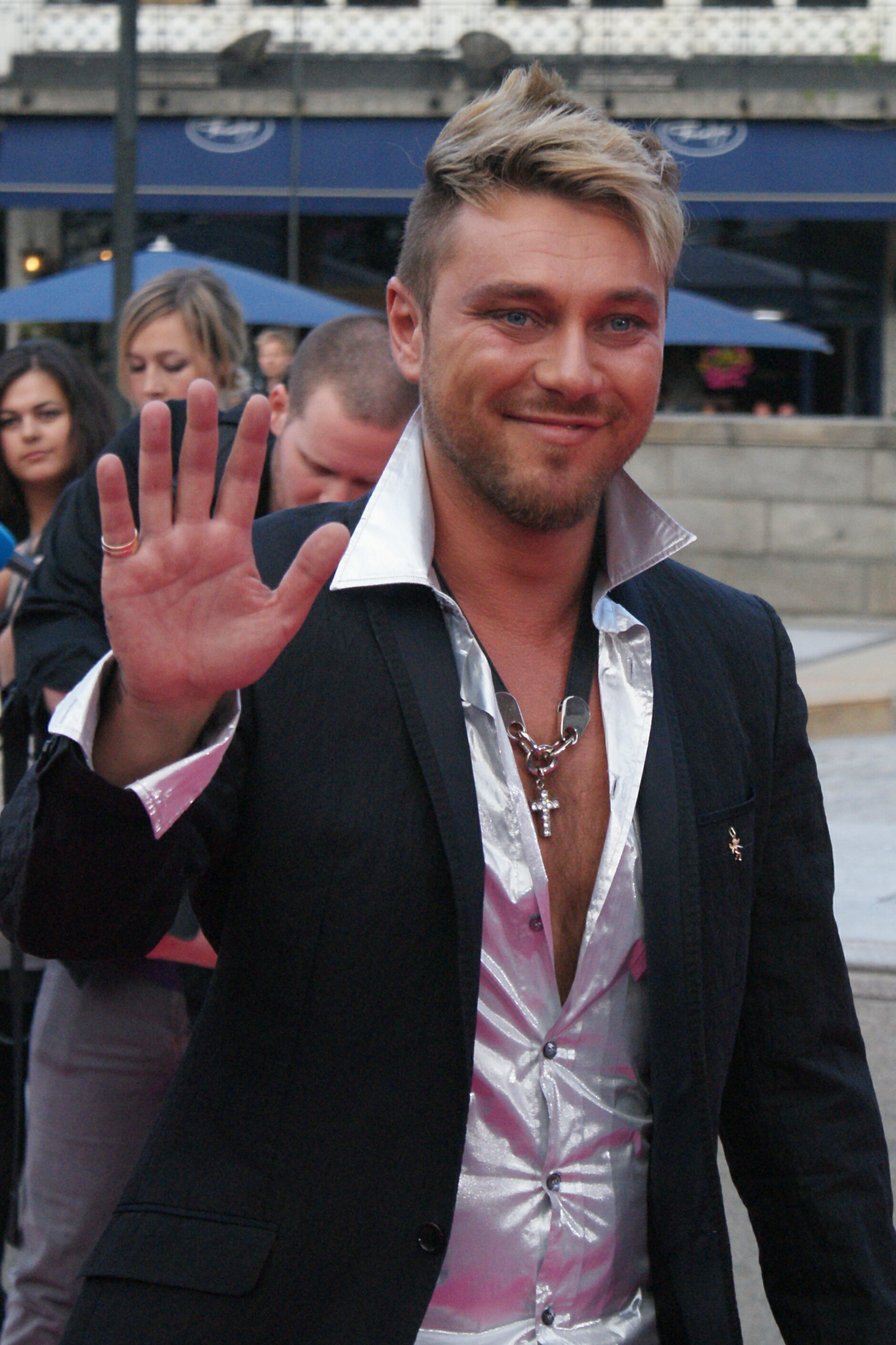
Miro 2010
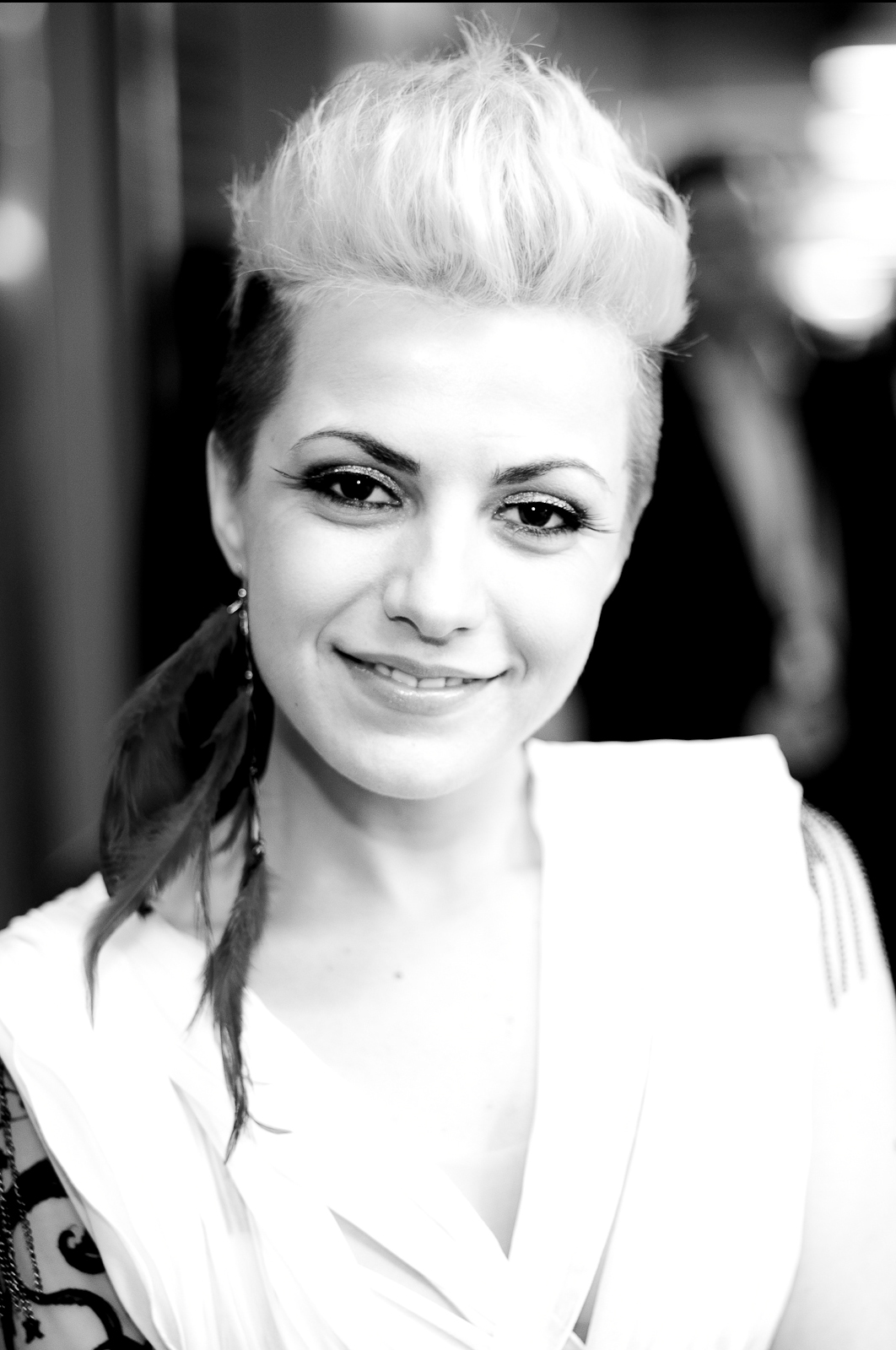
Poli Genowa 2011
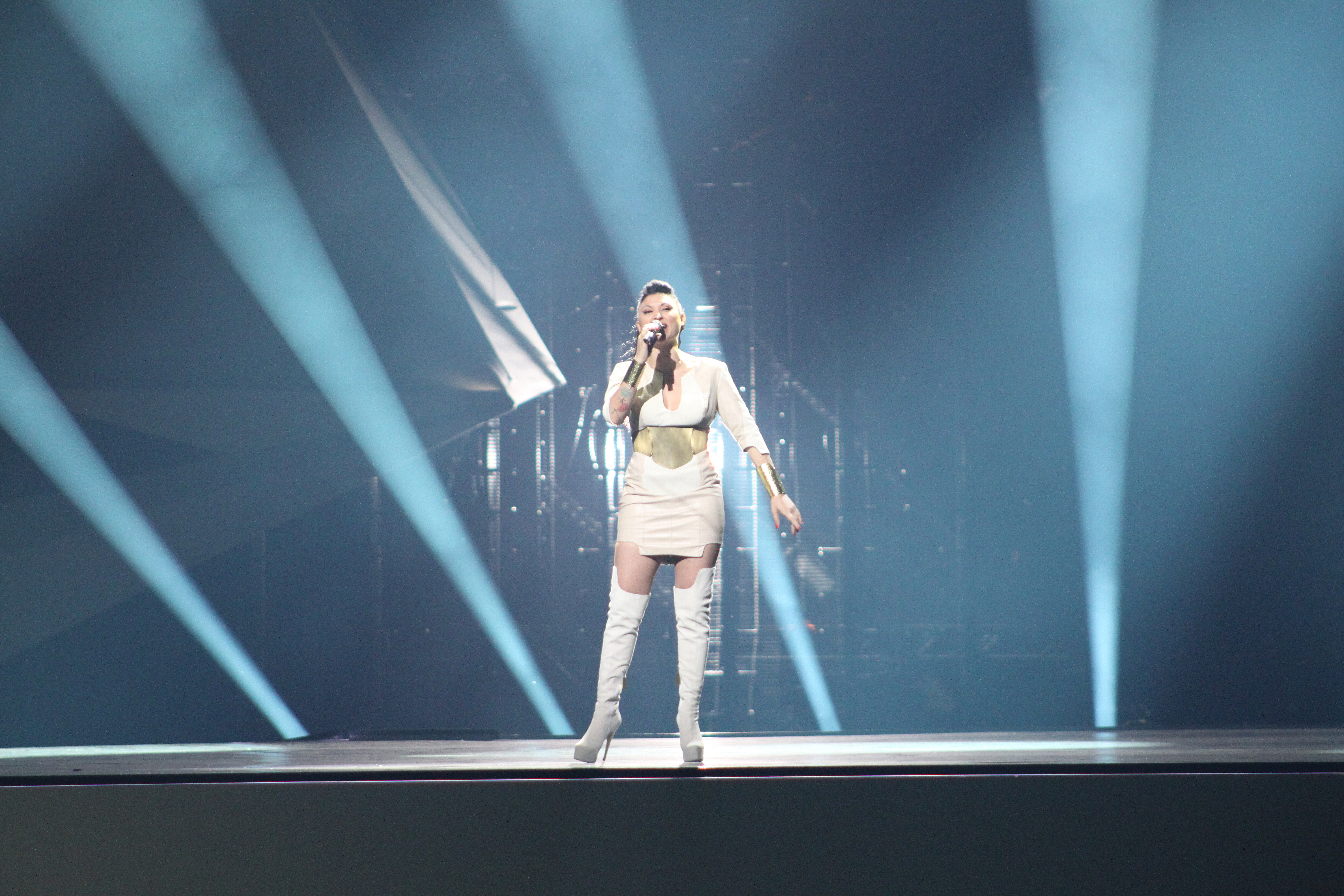
Sofi Marinowa 2012
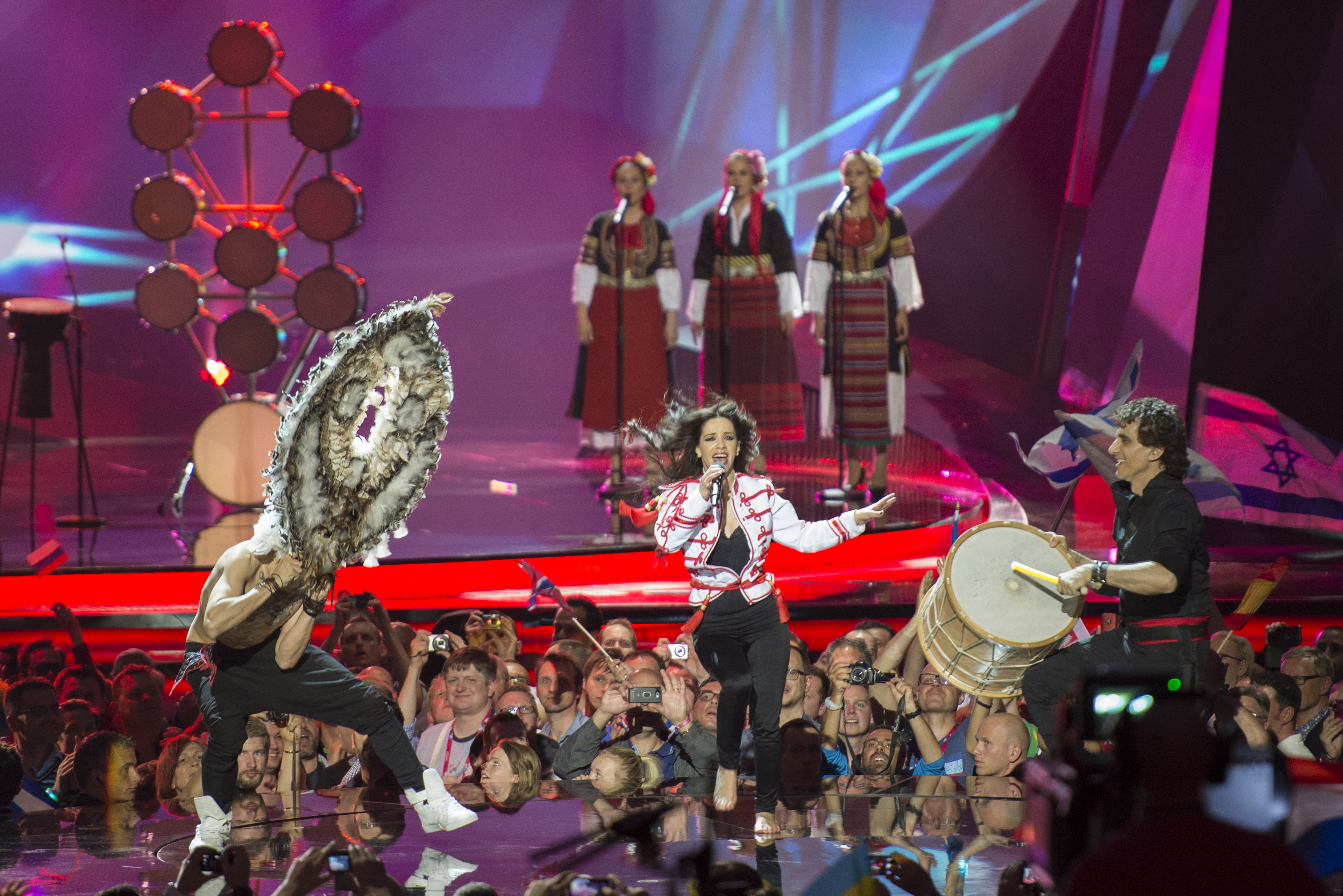
Eliza Todorowa & Stojan Jankulow 2013
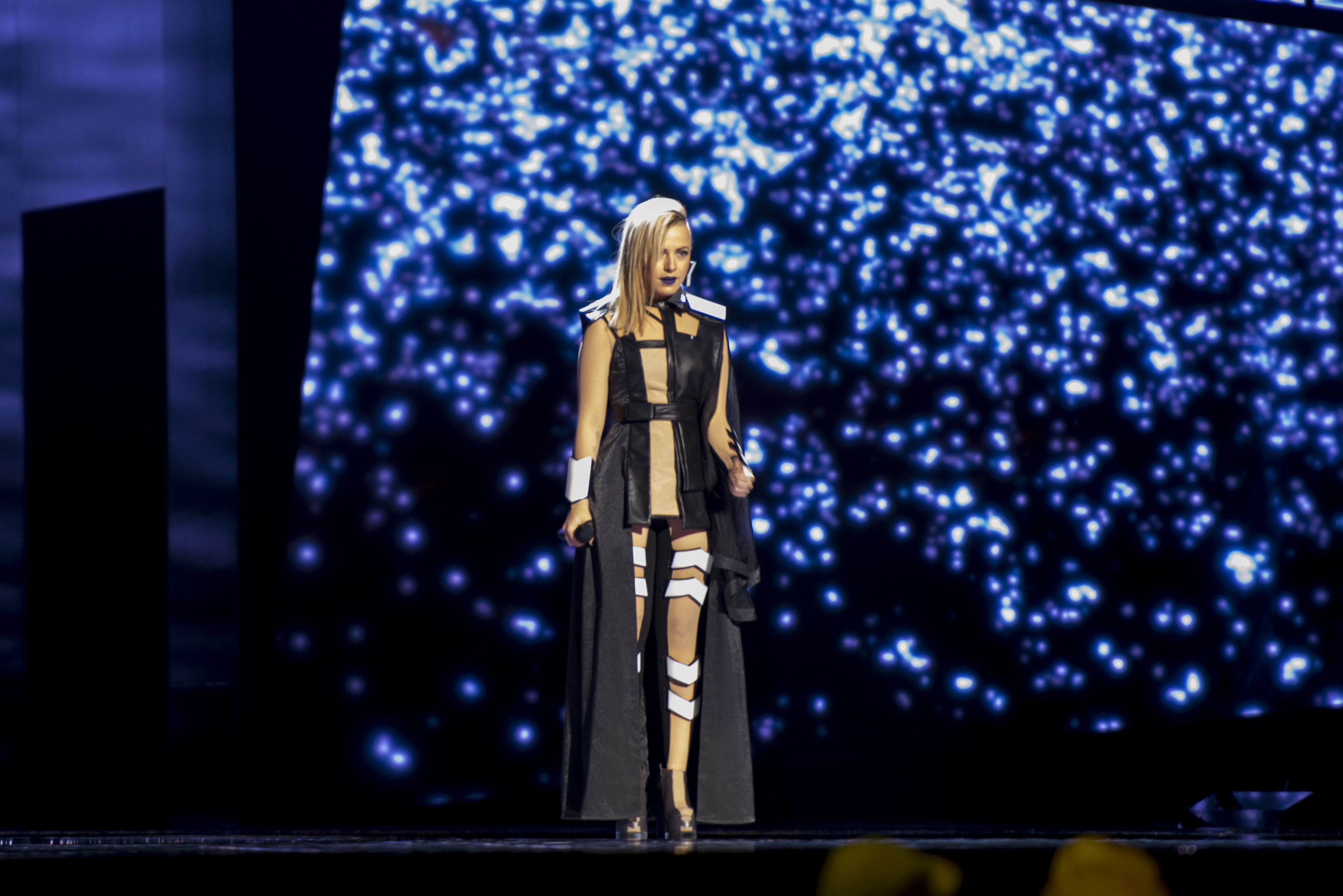
Poli Genowa 2016
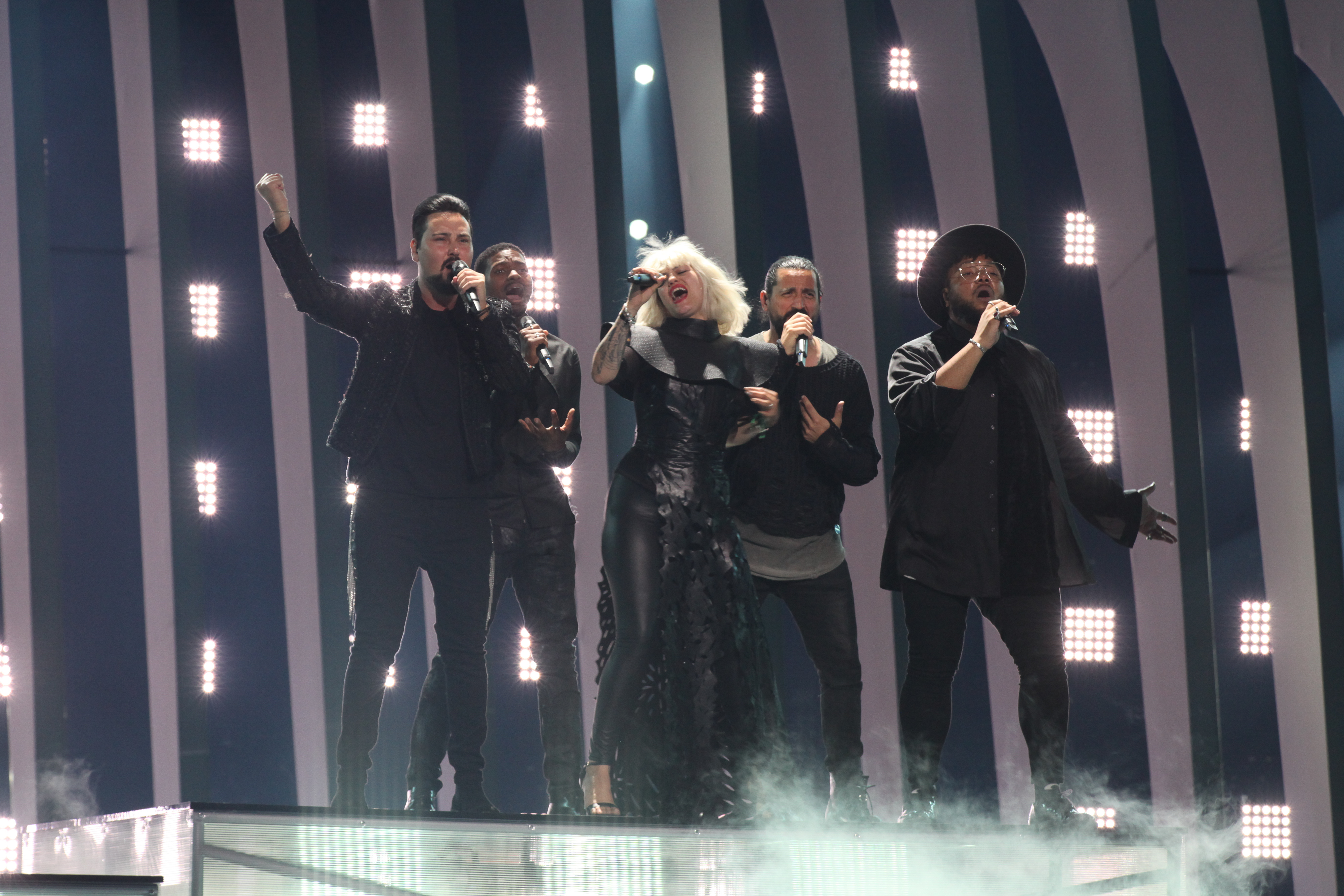
Equinox 2018
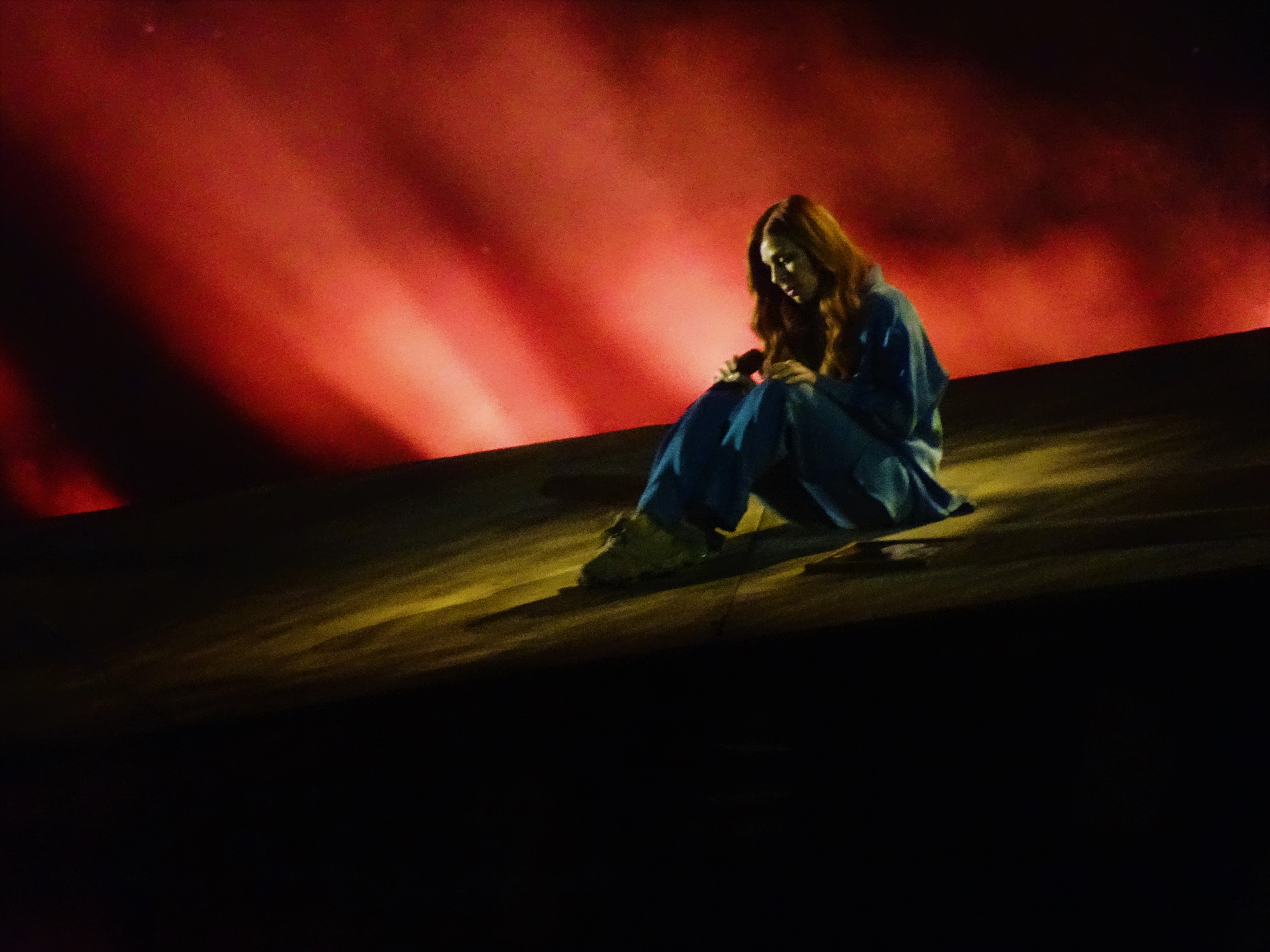
Victoria 2021
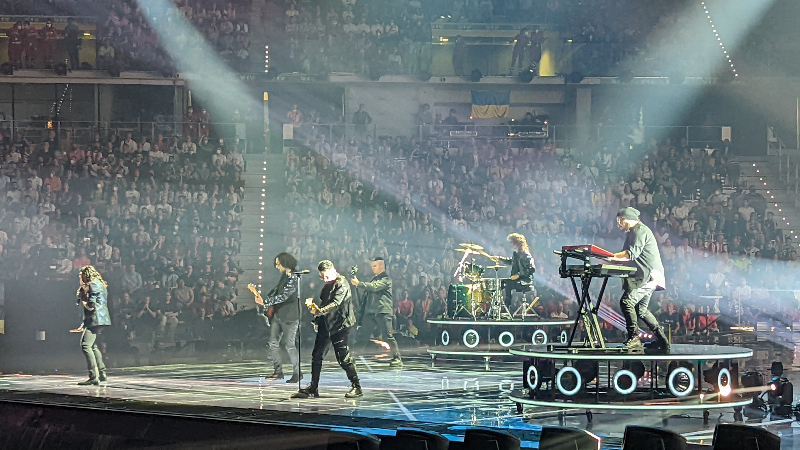
Intelligent Music Project 2022